# エビフリャー

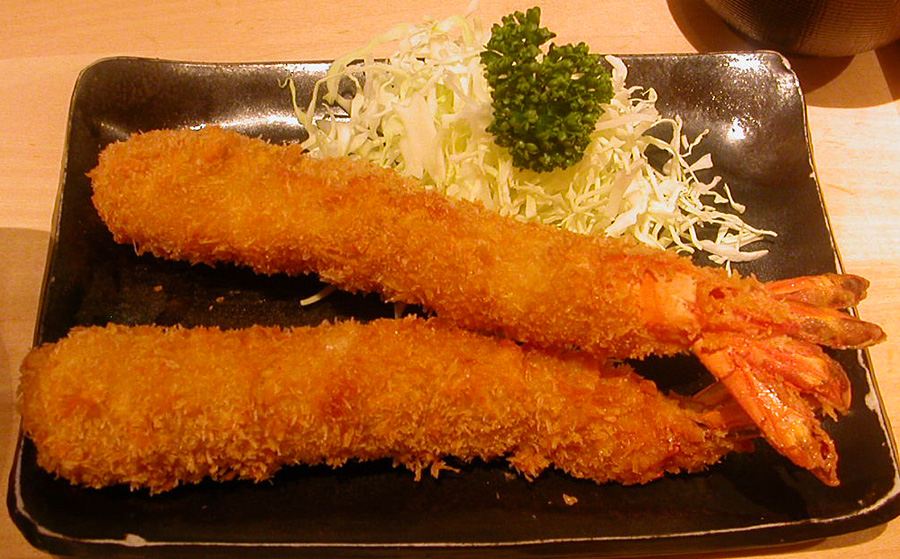
タレントのタモリはエビフライと名古屋弁の訛りを掛け合わせ「エビフリャー」の造語を生み出し揶揄したが、これは日本人のブランド志向に潜む権威主義を戯画化したものと指摘されている。

エビフリャーは、エビフライを名古屋弁風に訛って表現した単語。名古屋弁で耳に残る「〜みゃあ」などの語尾の発音を茶化している。
この表現は1980年代初頭にタレントのタモリによって考案されたもので、愛知県名古屋市を揶揄する言葉として、あるいは「名古屋ではエビフライがよく食べられている」というイメージとして広まった。1980年頃はまだ、エビフライが愛知と名古屋の名物という意識はなく、日常的に「エビフリャー」と呼ぶ者もいなかったといわれる。その後エビフライを名古屋名物と勘違いする風潮に飲食業界が着目し、新しいメニューが多く作られていった。月刊誌『潮』は、日本人のブランド志向と権威主義と事大主義の戯画化、と指摘している。

## 経緯

### 名古屋とタモリ
タレントのタモリは芸能界デビューから1980年代にかけて、自身がパーソナリティを務めるラジオ番組『タモリのオールナイトニッポン』の毒舌パーソナリティーとして若者の間で人気を獲得し、番組内に「お国批判にしひがし」というコーナーを設け聴取者から笑いのネタを募り、全国各地を笑いの対象としていた。名古屋については1970年代後半頃から関心を示すようになり、名古屋人の有する「見栄っ張り」「倹約家」などの気風をダサいものと見做し笑いの対象としていた。
中でも名古屋が1988年（昭和63年）の夏季オリンピックの開催都市に立候補した名古屋オリンピック構想について関心を示し、「名古屋商法はえげつない。オリンピックも表面上は文化のためというが、内心は金もうけが目的」と称して各地で「名古屋五輪粉砕」を呼びかけていた。こうした状況の中、タモリは1981年（昭和56年）に「ラジカル・ヒステリー・ツアー」と題した全国ツアーを展開、6月11日に名古屋大学の学園祭（名大祭）と、翌日の6月12日に愛知県勤労会館で初の名古屋公演を行い、観客にさまざまな名古屋ネタを浴びせたが場内は友好的ムードに包まれたまま閉幕した。
一方、同年9月30日に西ドイツのバーデンバーデンで行われた国際オリンピック委員会 (IOC) 総会の投票においてソウルに大差で敗れ、五輪開催招致に失敗すると、タモリはIOC総会の1時間後に放送された『タモリのオールナイトニッポン』の中で、ニッポン放送のスタジオに詰めかけた多くの記者を前にして次のように語った。
また、この放送の中でタモリは「名古屋に決まっていた場合、7年間は名古屋ネタで繋げられた。その意味で（招致失敗は）名古屋にとっても自らにとっても不幸な出来事だった」と語り、名古屋批判を抑えるようになった。1982年4月、名古屋テレビ開局20周年記念番組『歌謡ビッグヒット20年 歌は世につれ 世はタモリにつれ』（公開録画 4月29日放送）に司会で登場、「名古屋は田舎っぺ」「名古屋オリンピック万歳！見栄っぱりの名古屋の皆さん、残念でした」と相変わらず名古屋をおもちゃにしていたが、エンディングで「もうこれを最後の名古屋の悪口はいいません」と終戦宣言をした。

### 造語の誕生と波及
タモリは名古屋五輪批判に加え、かねてから「（名古屋は）東京と大阪に挟まれ独特のコンプレックスがある」「名古屋弁は響きが汚い」「みゃーみゃー猫語の名古屋弁」「名古屋駅へ降りると、猫の鳴き声が聞こえてくる」「行こみゃあ、やろみゃあ、みんなミャアミャア言っていてまるで街中が発情しているようだ」などと評し嘲笑の対象としていた。その彼がエビフライに関心を持ったきっかけについてはタモリの友人で愛知県瀬戸市出身の写真家・浅井慎平の影響が大きく、浅井との会話や名古屋出身でエビ好きの芸能関係者との交流を通じて漠然としたイメージを膨らませていった。なお、浅井の証言によればエビフライが少し上等な食べ物とされていた時代には、名古屋人にとってエビフライは「もてなしの象徴」だったという。
1981年（昭和56年）4月4日から日本テレビ系列でバラエティー番組『今夜は最高!』が放送開始された際、第1回ゲストとして浅井と名古屋市出身の女優・竹下景子を招くと「エビフライと私」をテーマに、タモリと竹下がウェイターと客に扮し名古屋弁を交えたコントを演じたことが記録として残されている。また、同年8月下旬までの日程で「ラジカル・ヒステリー・ツアー」と題した全国ツアーを行った際、愛知県勤労会館での初公演において次のように発言したことも記録として残されている。
その後、1982年（昭和57年）10月4日からフジテレビ系列で放送開始された『森田一義アワー 笑っていいとも!』や自身の出演番組内で「名古屋ではエビフライのことを『エビフリャー』と言う」と名古屋や愛知県の話題が取り上げられるたびに発言した結果、エビフリャーという言葉は全国的に定着した。なお、タモリによる「エビフリャー」を絡めた発言については次のような記録が残されている。
「エビフリャー」の造語はメディアの影響により名古屋に関する嘲笑ネタとして広がりを見せたが、1980年代当時の名古屋はエビフライを名物としておらず、地方からの来訪者がエビフライ専門店を見つけ実物を食することは困難を極めた。
一方、タモリは『笑っていいとも!』への出演と前後して、お茶の間向けの「毒のない」芸風にイメージチェンジを図ろうとしていた。そのため作家の小林信彦から「大衆に愛されようとし、急に『あく』を失なった」、コラムニストの亀和田武から「毒的とも知的とも言われたギャグのボルテージが急落した」、イラストレーターの山藤章二から「昔はもっと知的でヒネクレていた。世間の大多数（マジョリティ）を敵にしていた。そこが良かったのだ」として批判を受け続けた。

### 県民の反応
1980年代当時、愛知県民および名古屋人にとってエビフライは一般的な食べ物という意識はなく、「エビフリャー」という言葉を日常的に使用する者はいなかったと言われる。そのため県民の中には一連の風潮をおおらかに受け入れ、冗談と知った上で「エビフリャー」の言葉を使用する者もいた。
その一方で、名古屋を揶揄する風潮に反発し「名古屋弁を馬鹿にしている」
「エビフリャーなんて使わない」「語尾に『みゃあ』などとはつけない」「今の名古屋人は、『みゃあみゃあ』などとは言わない」「ドラマやアニメで『そうだみゃあ』『食べるみゃあ』『違うみゃあ』とか言うけど、あんなの嘘」と猛然と抗議する者もいた。2017年の調査では、50代から70代の名古屋人からは、「ネタ自体はハッキリとは覚えていないものの、タモリが名古屋をネタにして以来、名古屋が見下されるようになった」という意見が複数あった。また同じ調査で30代から40代の名古屋人からは、「かつてタモリの番組を子供が見ると文句を言われた」という主張が複数あった。
また、書籍編集者の岩中祥史は「名古屋人だけが特別に多くエビフライが食べている訳でもなければ、名古屋の伝統的な名物にある訳でもないのだ」と関係性を否定、作家の舟橋武志は一連の風潮について「ダサいと聞いて名古屋を連想する人もいるが、あれは元々埼玉を指す形容詞なのだ。こんな言葉、全然名古屋とは関係ない」と主張した上で「また他所の人から『目くそ、鼻くそを笑う』と言われかねない」と自嘲した。
東海地方で発行される日刊新聞『中日新聞』はタモリへ直接取材を試み、1981年（昭和56年）12月7日付けの同紙においてエビフライに関する記事を掲載した。取材の際、記者は「名古屋と（名物として周知されていない）エビフライとを関連付けるのは無理がある」と迫ったが、これに対してタモリは次のように発言し記者からの追及をかわした。
その後、1995年（平成7年）6月16日付けの『中日新聞』において、元同校監督の中村豪の「実際はエビフライを食べていない」との証言を掲載してタモリの唱えた逸話を否定したが、それまで14年の年月を費やす結果となった。

### 県内の影響
愛知県は全国屈指の漁獲量を有する漁業が盛んな地域で、海老煎餅などの菓子や、エビの天ぷらを挟んだ「天むす」のほか、お祝い事の際には海老料理が欠かせず、結婚式の格式をエビフライの数と大きさで決めるなど、無類のエビ好きな県民だった。一方で名古屋市内および県内の一世帯当たりのエビ消費量は全国平均をやや上回る程度であり、1980年代初頭の時点ではエビフライが名古屋名物として紹介される事例はなかった。漫画家の江川達也によればエビは「冠婚葬祭でしか食べられない贅沢品」だった。
1990年（平成2年）にはクルマエビが愛知県・県の魚選定委員会により満場一致で「愛知県の魚」に選定されたが、県の魚に制定された経緯についてはタモリが広めた「エビフリャー」からの影響が指摘されている。なお、エビは節足動物門であって、魚類の属する脊椎動物門ではない。

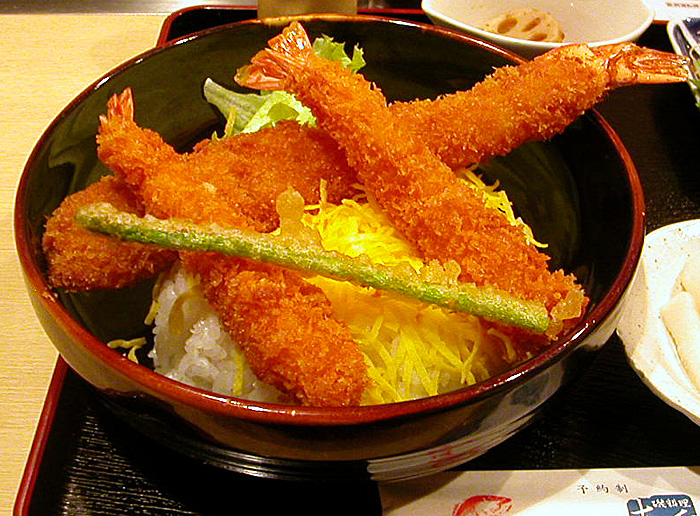
しゃちほこ丼

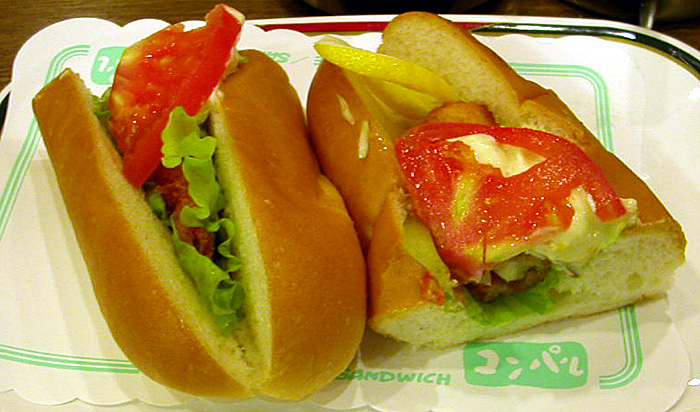
エビフライをパンに挟んだ「エビドッグ」（金シャチドッグ）

その後、エビフライが名古屋名物と勘違いをされる風潮に飲食業界が着目すると、約30センチの大きさを持つ「ジャンボエビフライ」、エビフライを丼に2本差しドミグラスソースを加えた「しゃちほこ丼」、エビフライをパンに挟んだ「エビドッグ」や「エビサンド」、卵とエビフライを使った「しゃちほこいなり」など店舗ごとに趣向を凝らしたメニューが次々に創作されるようになった。さらにエビフライをかたどった携帯ストラップやぬいぐるみなどのグッズも販売されるなど、名古屋名物の一つとして定着している。
中には「名古屋人のエビフライ好きは金鯱に似ているところから来ているという説もある」あるいは「エビの豪華さが金鯱の形に似ているので、名古屋の豪華絢爛なイメージにもマッチした」と、名古屋名物の一つである名古屋城の鯱と関連付けて紹介する事例もある。一方で2000年代以降も「エビフリャー」という言葉の持つ名古屋を揶揄する雰囲気に対し地元民は複雑な感情を抱いているとも、タモリを敵対視しているとも言われる。
一宮市出身の歌手のつボイノリオは1985年（昭和60年）6月21日に発売した「名古屋はええよ!やっとかめ」のB面に「エビふりゃーでゃースキ」という楽曲を収録した。この曲は「エビフリャー」そのものではなく、名古屋弁で名物を紹介するご当地ソング的な内容となっている。また、知多郡武豊町出身の作家の家田荘子は1994年（平成6年）に『名古屋民俗学外電 AB・フリャー』（作画：清水洋三、小学館）という漫画の原作を務めた。この作品はアメリカ出身の主人公が、「エビフリャー」の話題を始めとした名古屋の独特の文化や生活習慣に触れる内容となっている。
名古屋市生まれのエッセイスト川合登志和は、タモリは、名古屋に対する無関心層を振り向かせることに成功した最大の功労者ではないか、と述べた。『タモリと戦後ニッポン』の著者であるライターの近藤正高は、名古屋はどこか無個性な街としてとらえられがちだったが、お笑い種とはいえタモリが取り上げたことにより、名古屋人自身が地域のアイデンティティを再確認した部分は多分にあるのではないか、と推測している。その傍証として近藤は『中日新聞』の夕刊コラム「夕すずめ」を挙げている。タモリが名古屋を揶揄しなくなった後も「夕すずめ」は、名古屋のイメージダウンを招きかねない出来事の度に、「またタモリに笑われる」と頻繁に書かれたのである。

### ブラタモリ来名
2017年5月、NHKの番組『ブラタモリ』において名古屋編の放送が決定したことについて『中日新聞』は、地元やTwitter上では驚きと歓迎を持って迎えられていると報じた。同紙はタモリを「いじられる名古屋」のイメージを創出した因縁の相手とした上で、「憎くて言っているんじゃあなくて、面白いからやっているんで」というタモリの過去の発言を紹介。番組内では名古屋城や城下町などが紹介されるほか、タモリがお得意の「名古屋弁模写」や、名古屋との関係を披露する予定となっており、今回の放送を契機に街の魅力を再認識するきっかけになればと結んだ。同番組の初の来名を記念して、名古屋テレビ塔にはLEDイルミネーションによるアニメーションが映し出された、なごや観光ルートバスが一台、ブラタモリバージョンのラッピングを施された。
ネット上では「歴史的和解」「冷戦の終結」などと揶揄された。「タモリが名古屋を避けていたのか」という疑問にたいして同局は「タモリは取材地の選定に関わっていない」と否定した。
同年6月12日、名古屋市長の河村たかしは番組およびタモリについて、「名古屋の言葉を卑下するのはいけない。言葉は先祖が長年培ってきた人生の縮図そのもの」とした上で次のような見解を示した。

## 背景

### 名古屋弁
愛知県西部で使われている名古屋弁では、アメリカ英語でのcanやappleのaの発音を伸ばしたものに等しい「えぁあ」 ([æː]）という長母音があるが、これは日本国内では珍しい発音である（名古屋のみで確認される事例とされることもあるが、実際には愛知県に隣接する岐阜県南部のほか、静岡県、京都府丹後半島、岡山県から広島県南東部などでも確認されている）。連母音「あい」([ai]）または「あえ」([ae]）が変化したもので、例えば形容詞の「無い」は「ねぇあ」、「〜しましょう」という勧誘の意味を持つ「〜まい」や「〜まえ」は「めぇあ」に置き換えられる。この置き換えはエビフライの様な新しい語彙には必ずしも適用されないが、適用しても地元では容易に理解される。1960年代に発売されたタバコのハイライトは「ヘェアレァアト」と発音される場合もある。
「ねゃあ」([næː]）や「めぇあ」（[mæː]）のような発音は、この母音を持たない他地域の人には「にゃー」([ɳjaː]）や「みゃー」([mjaː]）に聞こえ、猫が鳴いたような音が耳に付くことから、タレントのタモリが関心を示し、嘲笑の対象となった。その一方で、テレビの普及に伴う標準語の浸透により、2000年代頃から母音「えぁあ」を使用する機会は減少傾向にあると言われている。また、名古屋人自身が名古屋弁の有する語感を恥ずかしいもの、垢抜けないものと見做し、他地域に出ると使用を控える傾向にあるが、三河地域の方言である三河弁については、柔らかい語感を持つことから肯定的に受け入れられている。

### 名古屋人気質
愛知県は明治時代初期に至るまで三河国と尾張国とに行政区分がされていたが、それぞれ異なる気風を有しており、近世初期の地誌『人国記』によれば尾張人は「進取の気強くて、善を見れば善に進み、悪になれば悪にそみ」、三河人は「へんくつにて我言を先とす」と記している。歴史学者の武光誠は『人国記』による評価を一面的なものとした上で「合理主義で倹約を重んじ、義理人情より損得を考える。流行を追わず秩序を重んじる。その愛知県人気質を最も最も強めたのが名古屋人」と記している。
作家の司馬遼太郎は三河の気風について「諸国に類を見ない統一がとれていたが、それだけに閉鎖的で（中略）農民社会そのもの」、尾張の気風について「自己に対する信奉心が強く、もし彼らが三河の郎党のような目に遭えば、ほとんどが近国に散って然るべき知行で売りつけ、個々に新運を開こうとするに違いない」と評したが、文化人類学者の祖父江孝男は名古屋人の気風について「（司馬の言う）三河の農民的気風と尾張の商人的気風の混じり合ったもので、その閉鎖的な体質は良くも悪くも愛知県そのもの」または「倹約家で排他的だが見方を変えれば堅実で合理的」としている。
名古屋人の堅実性や合理性を示す一例として、国内屈指の貯蓄率の高さがあり、日頃から質素倹約に徹して貯蓄に励むことから「名古屋の貯め倒れ」と評されている。一方、そうして貯めこんだ多くの金を冠婚葬祭の費用に充てると贅の限りを尽くして、互いに見栄を張りあうのだと言われる。
閉鎖性について、名古屋市出身の作家の清水義範は「名古屋人は同じ日本人であっても決して馴染もうとせず、自分たちだけで社会を作り、他の地方の人に対して優越感と劣等感の両方を持っている」と評している。NHK放送文化研究所が1997年（平成9年）に行った調査でも、依然として閉鎖的な対人意識が多く残っていることが指摘されているが、一方で高度成長期以降に他の都道府県から移り住んだ人々が定住感を持った影響や、1989年（平成元年）の世界デザイン博覧会を契機に都市環境が整備された影響から、「愛知県が好き」と答える人は増加傾向にある。

### タモリの習性
タモリは芸能界へのデビュー当時、日本的な社会や伝統的価値観を激しく批判してきた。
『中日新聞』の1981年6月15日付の夕刊にはタモリとの一問一答が載せられている。その中で名古屋を槍玉にあげる理由を、タモリは、どちらかといえば実は東京も好きではなく大阪も好きではないと明かし、以下のように答えた。
タモリの祖父母と両親は第二次世界大戦前に満州で暮らしていたといい、祖父は南満州鉄道の駅長を務めるなど地域の名士として活動、終戦前に本土に帰国したためソ連侵攻には巻き込まれずに済み、戦後は満州時代に残した財産を元手に不自由のない生活を送った。
一方、戦後に福岡県で生まれ育ったタモリは、家族から「満州にはよい思い出しかない、何一つ嫌な思い出がない」「いかに満州は素晴らしいのか」「それに比べて日本はつまらない。土地も狭く、食べ物はまずい、近所付き合いは窮屈」という自慢話を聞かされて育った。ライターの近藤正高はこうした生育環境の影響から、タモリの中で大都市や都会的な価値観を信奉する見方が養われるとともに、田舎を軽んじ、日本的文化を冷めた視点で捉える見方が養われたものと推測している。なお、タモリが田舎を忌避した理由とは「相手の心の中に平気で土足で入ってくる」ところだといい、都市生活者であっても本質的に田舎者と変わらない性質の持ち主と見做すと、容赦なく糾弾したという。